# Учудване
Учудването е емоция сравнима с изненадата и при която хората почувстват нещо рядко или неочаквано. За разлика от изненадата обаче, учудването е по-позитивно по своята валентност и може да продължи за по-дълги периоди. Също специфично се свързва с любопитството и желанието за научни открития. Учудването е често сравнявано с благоговението, но то съдържа в себе си по-скоро страх или уважение, отколкото радост. Докато учудването е емоция, която води до наука, благоговението често е асоциирано с чудеса и свръхестествени явления в религии на откровението като Християнството.